# Disney Princess: Il viaggio incantato
Disney Princess: Il viaggio incantato (Disney Princess: Enchanted Journey) è un videogioco basato sul franchise delle Principesse Disney, il quale è stato pubblicato per le console PlayStation 2 e Nintendo Wii oltre che per Windows nel 2007. Successivamente è stato reso disponibile il 15 febbraio 2012 in Europa su PlayStation Network.

## Trama
Il gioco segue una bambina che viene portata in una reggia fatiscente chiamata "Dolceporto" e ambientata in una missione per recarsi nelle case di varie principesse Disney e aiutare a risolvere i problemi causati da creature dispettose chiamate Frulli. La giocatrice viaggia in diversi mondi abitati da Ariel, Jasmine, Cenerentola e Biancaneve, culminando infine con una battaglia tra la giocatrice e una nemica, la terribile e infida strega Zara, un'ex principessa che sta cercando di impedire ad ogni bambina di diventare una principessa. Dopo aver sconfitto Zara, la giocatrice diede l'informazione che è una principessa e che ora può viaggiare nel mondo di Belle per risolvere ulteriori problemi.

## Modalità di gioco
Le giocatrici possono interagire con vari personaggi e risolvere problemi per mezzo di una bacchetta magica che gli viene data all'inizio del gioco. I giocatori possono raccogliere gemme e trasformare le paludi in farfalle non minacciose. Man mano che le giocatrici completeranno ogni mondo, una gemma brillerà nella collana del loro avatar e la loro reggia diventerà meno malandata e più riparata.

## Accoglienza
Common Sense Media e Gainesville Sun hanno entrambi elogiato il gioco in generale e Gainesville Sun ha commentato che "sebbene "Il viaggio incantato" sia solo per un pubblico limitato, le ragazze che seguono la linea delle Principesse Disney saranno entusiaste del gioco e si divertiranno davvero ad esplorare i diversi mondi delle principesse. Il gioco è facile da imparare e divertente da giocare". IGN ha stroncato il gioco per la sua grafica approssimativa e la natura ripetitiva, sottolineando che mentre il gioco sarebbe "un buon modo per intrattenere i bambini per un paio d'ore", non valeva la pena pagare il prezzo intero.